# مارماهی کرم‌خاکی
مارماهی کرم‌خاکی (نام علمی: Chaudhuriidae) نام یک تیره از راسته مارماهی‌سانان باتلاقی است.